# Diritti LGBT in Turchia
Le persone lesbiche, gay, bisessuali e transgender (LGBT) in Turchia affrontano sfide sociali non vissute da persone non LGBT.
L'omosessualità è stata legalizzata nell'Impero ottomano (predecessore della Turchia) nel 1858. Nella Turchia moderna l'attività omosessuale è da sempre legale sin dalla sua fondazione nel 1923.
Le persone LGBT hanno il diritto a richiedere asilo in Turchia grazie alla convenzione di Ginevra del 1951, ma le coppie formate da persone dello stesso sesso non hanno le stesse protezioni legali disponibili per le coppie formate da persone di sesso opposto.
Le persone transessuali sono state autorizzate a modificare il loro genere giuridico dal 1988. Anche se le discriminazioni riguardanti l'orientamento sessuale e l'identità o l'espressione di genere sono state legalmente discusse, non sono ancora state regolamentate. L'opinione pubblica sull'omosessualità è generalmente conservatrice.

## Storia della cultura LGBT turca

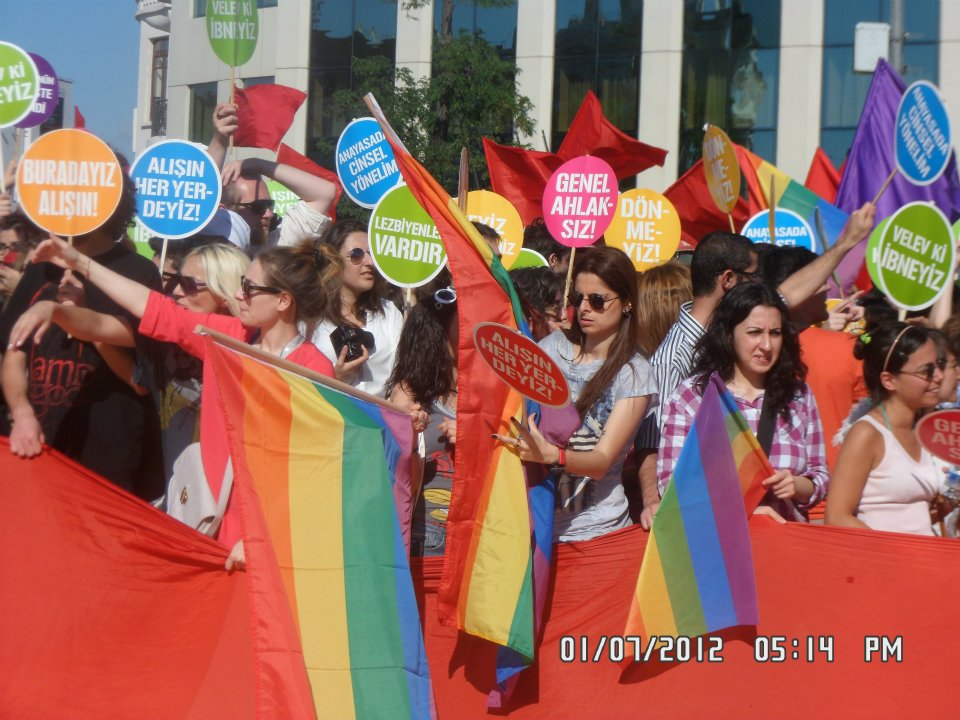
Il pride di Istanbul 2012

## Leggi turche

### Diritto penale turco
Come già accennato l'omosessualità è sempre stata legale in Turchia dalla sua fondazione e l'età del consenso sia per i rapporti eterosessuali che per i rapporti omosessuali è stata parificata a 18 anni fin dal 1858, ma, il codice penale contiene delle leggi sull'"esibizionismo pubblico" e sui "reati contro la pubblica morale" che vengono usati per maltrattare persone gay e transgender. 
Le città turche hanno la possibilità di adottare leggi specifiche locali volte a proteggere "la pubblica moralità".

### Regolamento dei Media
I film con contenuti LGBT non sono vietati in Turchia e non sono sottoposti a censura.

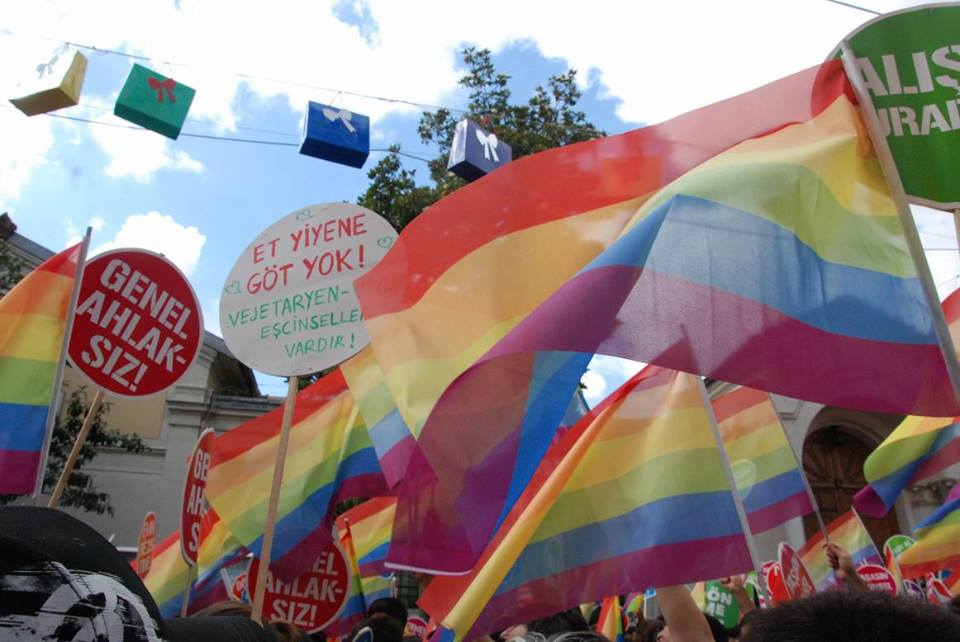
Il pride di Istanbul 2014

### Servizio militare
In Turchia il servizio militare obbligatorio si applica a tutti i cittadini turchi maschi tra i 18 ei 41 anni, tuttavia, le forze turche discriminano apertamente gli omosessuali impedendo loro di servire nei militari. 
Al tempo stesso la Turchia — in violazione degli obblighi previsti dalla convenzione sui diritti umani — rinuncia a qualsiasi riconoscimento dell'obiezione di coscienza al servizio militare e solo gli obiettori che si dichiarano "malati", dopo molti esami "umilianti e degradanti" per "dimostrare" la propria omosessualità, sono esentati dal servizio.

Nell'ottobre 2009 la relazione della commissione europea sull'allargamento ha affermato: «Le forze armate turche hanno un regolamento sanitario che definisce l'omosessualità come una malattia psicosessuale e identifica gli omosessuali come inadatti al servizio militare. I turchi che dichiarano la loro omosessualità devono fornire prova fotografica. Un piccolo numero è stato sottoposto a esami medici umilianti.»

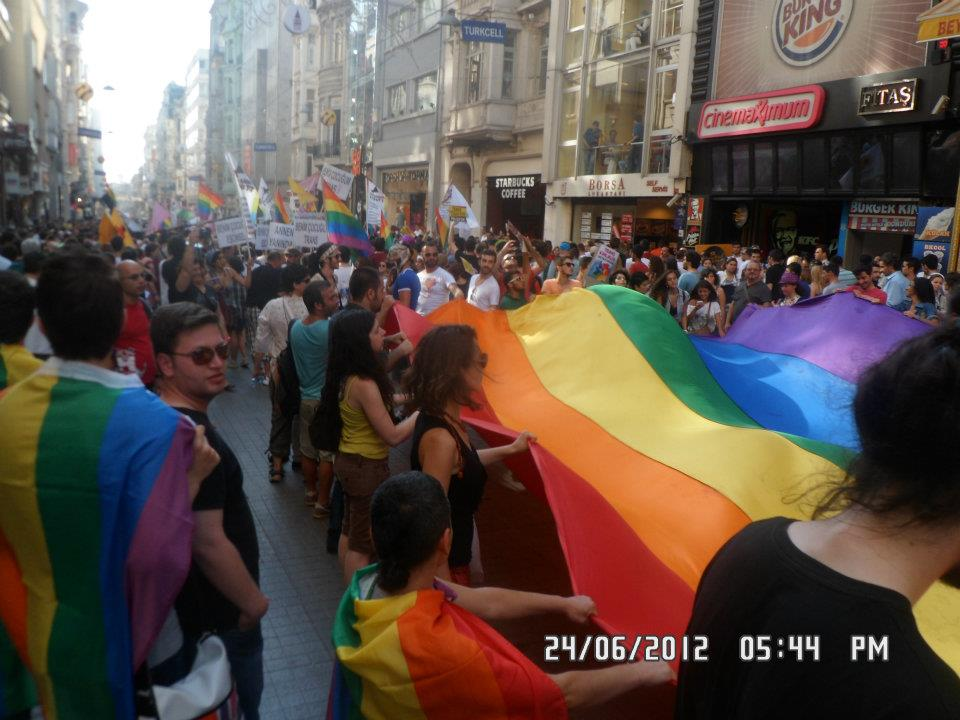
Istanbul pride 2012

Nel novembre 2015 le forze armate turche hanno rimosso la clausola secondo la quale gli obiettori devono "dimostrare" la propria omosessualità. 
Loro possono decidere di rivelare verbalmente la loro sessualità e ricevere una "relazione inadeguata" durante il loro esame medico che li esenti dal servizio. 
L'omosessualità rimane motivo di espulsione per ufficiali e studenti militari nelle forze armate turche.
Esiste poco supporto nell'esercito a favore di una maggiore accettazione: in uno studio del 2015 si chiede a 1.300 ufficiali "se gli omosessuali dovrebbero essere autorizzati a servire nell'esercito", il 96,3% ha risposto no.

### Protezione dalla discriminazione
In Turchia non esistono ancora leggi che proteggano le persone LGBT dalla discriminazione, ciò vale per qualunque settore della società.

### Diritto familiare
In Turchia non ci sono tutele per le coppie omosessuali.

## Opinione pubblica
In un sondaggio Ipsos del 2015 è emerso che il 27% della popolazione turca era favorevole alla legalizzazione del matrimonio egualitario mentre il 19% preferiva l'unione civile, il 25% degli intervistati era contrario a qualsiasi forma di riconoscimento giuridico per le coppie omosessuali e il 29% ha dichiarato di non avere una posizione al riguardo.

## Nel cinema
- 1996: İstanbul Kanatlarımın Altında
- 1997: Il bagno turco
- 2005: İki Genç Kız
- 2005: Istanbul Tales
- 2010: Teslimiyet
- 2012: Mixed Kebab
- 2012: Zenne Dancer

## Tabella riassuntiva
| Attività e relazioni sessuali legali                                                                           | (dal 1858) |
| Parità di età del consenso                                                                                     | (dal 1858) |
| Leggi anti-discriminazione sul lavoro                                                                          | (proposta) |
| Leggi anti-discriminazione nella fornitura di beni e servizi                                                   | (proposta) |
| Leggi anti-discriminazione in tutti gli altri settori (inclusa discriminazione indiretta e espressioni d'odio) | No         |
| Matrimonio omosessuale                                                                                         | No         |
| Riconoscimento delle coppie omosessuali                                                                        | (proposta) |
| Adozione di figli nati da rapporti precedenti (step-child adoption) parte di coppie omosessuali                | No         |
| Adozione congiunta da parte di coppie omosessuali                                                              | No         |
| Autorizzazione a prestare servizio nelle forze armate                                                          | (proposta) |
| Diritto di cambiare legalmente sesso                                                                           | (dal 1988) |
| Accesso alla fecondazione in vitro per le donne lesbiche                                                       | No         |
| Surrogazione di maternità per le coppie omosessuali maschili                                                   | No         |
| Possibilità di donare il sangue da parte di MSM                                                                | [ 9 ]      |